# Saison 2002-2003 du Stade Malherbe Caen
Maillots
Chronologie
Saison précédente Saison suivante
En 2002-2003, le Stade Malherbe de Caen dispute sa sixième saison en Ligue 2.
Jean-François Fortin revient au poste de président, et recrute Patrick Remy comme entraîneur. Après un début de saison prometteur, l'équipe enchaîne les mauvais résultats jusqu'à tomber dans la zone de relégation début février. Matthieu Bodmer, la jeune star de l'équipe, est écarté. Après une victoire à Clermont, les Caennais retrouvent une certaine cohérence et de bons résultats, qui leur permettent de terminer au septième rang.

## Résumé de la saison
Jean-François Fortin remplace Guy Chambily au poste de président. Après une seule saison, Xavier Gravelaine quitte le club dans une certaine confusion. Hervé Gauthier est écarté et remplacé par Patrick Remy, qui recrute Alex Di Rocco, Kor Sarr et Steeve Elana. Mathieu Bodmer, qui a porté le brassard de capitaine en fin de saison dernière à seulement 19 ans, est sélectionné en équipe de France espoirs. Bien que défenseur, sa qualité technique et de passe largement au-dessus de la moyenne lui permet de s'imposer comme milieu de terrain à Caen.
Disposés dans un 4-3-3 offensif, les Caennais réalisent un début de saison prometteur, qui leur permet de pointer à deux points du Toulouse FC, troisième, après douze journées. Ils connaissent pourtant un gros passage à vide et ne prennent que quatre points en dix matchs... Au sortir de la trêve, Caen reçoit l'AJ Auxerre en 32e de finale de coupe de France devant près de 20 000 spectateurs. Malgré une prestation saluée, les Caennais s'inclinent (2-1), notamment du fait d'une décision arbitrale objet à polémique (un but caennais est annulé pour un hors-jeu). À la fin du match, l'arbitre Améziane Khendek reçoit une bouteille sur le visage, ce qui vaut au stade d'Ornano d'être suspendu pour une rencontre de championnat.
Par ailleurs, les résultats en championnat ne s'améliorent. Début février, quand le Stade Malherbe se déplace à Clermont en match décalé de la 24e journée, le club pointe à la... dernière place, l'AS Nancy-Lorraine et le FC Istres ayant pris des points la veille. Menés dès l'entame, les Caennais remportent ce match couperet (3-2).
Deux semaines plus tard, une victoire sèche (3-0) sur le FC Gueugnon, un adversaire direct, marque leur remontée au classement. Réorganisés en 4-1-3-2 et portés par la réussite de Sébastien Mazure en attaque (auteur de dix lors des quinze derniers matchs), ils retrouvent une dynamique de victoires... tandis que Mathieu Bodmer et Cyrille Watier sont écartés du groupe par l'entraîneur. Les Caennais battent notamment en fin de saison le FC Metz, troisième (1-0).
Le club termine finalement à une septième place frustrante au vu du potentiel de l'équipe. Symbole de ce gâchis, Mathieu Bodmer, l'un des plus solides espoirs jamais formés par le club, quitte le club par la petite porte en fin de saison.

## Transferts

### Arrivées
| Nom               | Poste                     | Nationalité sportive | Transfert         | Provenance               |
| ----------------- | ------------------------- | -------------------- | ----------------- | ------------------------ |
| Luc-Michel M'Beng | défenseur                 | Cameroun             | Transfert (libre) | FC Valence B ( Espagne)  |
| Patrick Remy      | entraîneur                | France               | Transfert (libre) | La Gantoise ( Belgique)  |
| Kor Sarr          | attaquant                 | Sénégal              | Transfert         | AS Angoulême-Charente 92 |
| Alexandre Clément | défenseur                 | France               | Transfert (libre) | AS Beauvais Oise         |
| Steeve Elana      | gardien de but            | France               | Transfert         | ASOA Valence             |
| Alex Di Rocco     | attaquant                 | France               | Transfert         | AS Saint-Étienne         |
| Ronald Zubar      | défenseur/milieu défensif | France               | Formé au club     | Formé au club            |
| Reynald Lemaitre  | milieu de terrain         | France               | Formé au club     | Formé au club            |
| Benoit Lesoimier  | milieu de terrain         | France               | Formé au club     | Formé au club            |
| Sigamary Diarra   | attaquant                 | Mali                 | Formé au club     | Formé au club            |

### Départs
| Nom                   | Poste             | Nationalité sportive | Transfert         | Destination              |
| --------------------- | ----------------- | -------------------- | ----------------- | ------------------------ |
| Hervé Gauthier        | entraîneur        | France               | Transfert (libre) | ES Wasquehal             |
| Kamel Ouejdide        | attaquant         | Maroc                | Transfert (libre) | Göztepe Izmir ( Turquie) |
| Olivier Bellisi       | défenseur         | France               | Transfert (libre) | AS Lyon-Duchère          |
| Xavier Gravelaine     | attaquant         | France               | Fin de contrat    |                          |
| Guy David             | staff             | France               | Transfert (libre) | ASOA Valence             |
| Jean-Philippe Caillet | défenseur         | France               | Transfert (libre) | Clermont Foot            |
| Christophe Le Grix    | milieu de terrain | France               | Transfert (libre) | Dives-sur-Mer            |
| Fabrice Catherine     | gardien de but    | France               | Transfert (libre) | CS Sedan                 |

## Effectif

### Joueurs utilisés
| Joueur           | Ligue 2 | Ligue 2 |
| Joueur           | Matchs  | Buts    |
| ---------------- | ------- | ------- |
| Jean-Marie Aubry | 26      | 0       |
| Steeve Elana     | 13      | 0       |

| Joueur            | Ligue 2 | Ligue 2 |
| Joueur            | M       | B       |
| ----------------- | ------- | ------- |
| Cédric Hengbart   | 37      | 0       |
| Alexandre Clément | 29      | 1       |
| Franck Dumas      | 24      | 0       |
| Pascal Braud      | 23      | 0       |
| Nicolas Seube     | 22      | 1       |
| Luc-Michel M'Beng | 20      | 0       |
| Gaël Suares       | 10      | 0       |
| Ronald Zubar      | 7       | 0       |
| Bogdan Hriscu     | 5       | 0       |

| Joueur           | Ligue 2 | Ligue 2 |
| Joueur           | M       | B       |
| ---------------- | ------- | ------- |
| Jimmy Hebert     | 35      | 3       |
| Anthony Deroin   | 31      | 4       |
| Salah Bakour     | 28      | 0       |
| Mathieu Bodmer   | 26      | 2       |
| Benoît Lesoimier | 15      | 1       |
| Reynald Lemaitre | 11      | 0       |
| Bruno Grougi     | 10      | 0       |
| David Garcion    | 8       | 0       |
| Marc Zanotti     | 1       | 1       |

| Joueur            | Ligue 2 | Ligue 2 |
| Joueur            | M       | B       |
| ----------------- | ------- | ------- |
| Kor Sarr          | 33      | 9       |
| Alex Di Rocco     | 33      | 5       |
| Sébastien Mazure  | 25      | 11      |
| Cyrille Watier    | 21      | 3       |
| Sigamary Diarra   | 22      | 2       |
| Frédéric Coquerel | 13      | 0       |

### Équipe type
Les Caennais évoluent généralement en 4-3-3 lors de la première moitié de la saison : 
Au sortir de l'hiver, l'équipe est recomposée dans un 4-1-3-2 plus classique, d'où sont exclus Cyrille Watier et Matthieu Bodmer : 

## Les rencontres de la saison

### Championnat de Ligue 2
| Date       | Journée | Adversaire        | Lieu | Score   | Buteurs SMC                 | Class. | Public |
| ---------- | ------- | ----------------- | ---- | ------- | --------------------------- | ------ | ------ |
| 03/08/2002 | 1re     | ASOA Valence      | Dom. | 3 - 1   | Sarr, Bodmer, Watier        | 2e     | 8 222  |
| 10/08/2002 | 2e      | Châteauroux       | Dom. | 4 - 1   | Sarr (2), Watier, Hebert    | 1re    | 8 748  |
| 16/08/2002 | 3e      | AS Nancy-Lorraine | Ext. | 0 - 0   |                             | 2e     | 4 092  |
| 24/08/2002 | 4e      | Stade lavallois   | Dom. | 0 - 0   |                             | 2e     | 12 089 |
| 31/08/2002 | 5e      | Toulouse FC       | Ext. | 2 - 0   |                             | 7e     | 8 453  |
| 04/09/2002 | 6e      | Clermont Foot     | Dom. | 1 - 1   | Watier (sp)                 | 8e     | 8 738  |
| 11/09/2002 | 7e      | Grenoble Foot 38  | Ext. | 2 - 2   | Di Rocco, Hebert            | 10e    | 4 107  |
| 15/09/2002 | 8e      | Amiens SC         | Dom. | 2 - 0   | Sarr (2)                    | 6e     | 9 372  |
| 21/09/2002 | 9e      | FC Gueugnon       | Ext. | 1 - 1   | Hebert                      | 4e     | 2 886  |
| 28/09/2002 | 10e     | Stade de Reims    | Dom. | 1 - 1   | Mazure                      | 7e     | 10 812 |
| 06/10/2002 | 11e     | FC Lorient        | Ext. | 2 - 0   |                             | 8e     | 7 612  |
| 19/10/2002 | 12e     | FC Istres         | Dom. | 1 - 0   | Bodmer                      | 6e     | 8 950  |
| 26/10/2002 | 13e     | AS Saint-Etienne  | Ext. | 2 - 1   | Zanotti                     | 7e     | 14 413 |
| 01/11/2002 | 14e     | Le Mans UC 72     | Dom. | 1 - 1   | Sarr                        | 9e     | 14 853 |
| 08/11/2002 | 15e     | ES Wasquehal      | Ext. | 2 - 2   | Di Rocco (2)                | 9e     | 1 246  |
| 16/11/2002 | 16e     | Chamois niortais  | Dom. | 0 - 1   |                             | 11e    | 9 213  |
| 29/11/2002 | 17e     | FC Metz           | Ext. | 4 - 0   |                             | 14e    | 10 750 |
| 04/12/2002 | 18e     | AS Beauvais       | Dom. | 0 - 0   |                             | 15e    | 11 874 |
| 19/12/2002 | 19e     | US Créteil        | Ext. | 1 - 1   | Sarr                        | 15e    | 1 598  |
| 18/01/2003 | 20e     | Châteauroux       | Ext. | 2 - 1   | Di Bartolomeo (csc)         | 16e    | 5 141  |
| -          | 21e     | AS Nancy-Lorraine | Dom. | reporté | reporté                     |        |        |
| 22/01/2003 | 22e     | Stade lavallois   | Ext. | 3 - 2   | Neva (csc), Lesoimier       | 16e    | 2 853  |
| 30/01/2003 | 23e     | Toulouse FC       | Dom. | 0 - 2   |                             | 18e    | 8 478  |
| 02/02/2003 | 24e     | Clermont Foot     | Ext. | 2 - 3   | Mazure, Sarr, Seube         | 15e    | 6 167  |
| 05/02/2003 | 25e     | Grenoble Foot 38  | Dom. | 0 - 0   |                             | 16e    | 8 356  |
| 08/02/2003 | 26e     | Amiens SC         | Ext. | 1 - 0   |                             | 18e    | 6 212  |
| 22/02/2003 | 27e     | FC Gueugnon       | Dom. | 3 - 0   | Mazure (2), Di Rocco        | 14e    | 8 144  |
| 01/03/2003 | 28e     | Stade de Reims    | Ext. | 1 - 2   | Deroin (2)                  | 12e    | 4 640  |
| 08/03/2003 | 29e     | FC Lorient        | Dom. | 0 - 0   |                             | 12e    | 1 288  |
| 12/03/2003 | 21e     | AS Nancy-Lorraine | Dom. | 2 - 0   | Mazure, Diarra              | 12e    | 9 718  |
| 22/03/2003 | 30e     | FC Istres         | Ext. | 0 - 4   | Mazure (2), Clément, Deroin | 9e     | 1 790  |
| 28/03/2003 | 31e     | AS Saint-Etienne  | Dom. | 0 - 0   |                             | 10e    | 13 317 |
| 04/04/2003 | 32e     | Le Mans UC 72     | Ext. | 2 - 0   |                             | 12e    | 6 721  |
| 12/04/2003 | 33e     | ES Wasquehal      | Dom. | 2 - 1   | Mazure, Sarr                | 10e    | 8 910  |
| 19/04/2003 | 34e     | Chamois niortais  | Ext. | 1 - 1   | Mazure                      | 9e     | 6 296  |
| 03/05/2003 | 35e     | FC Metz           | Dom. | 1 - 0   | Deroin                      | 6e     | 11 388 |
| 10/05/2003 | 36e     | AS Beauvais       | Ext. | 1 - 2   | Di Rocco, Mazure            | 6e     | 3 055  |
| 16/05/2003 | 37e     | US Créteil        | Dom. | 2 - 2   | Diarra, Mazure              | 6e     | 10 011 |
| 23/05/2003 | 38e     | ASOA Valence      | Ext. | 0 - 0   |                             | 7e     | 3 096  |

### Coupe de la Ligue
| Date            | Tour     | Adversaire  | Lieu | Score | Buteurs SMC | Public |
| --------------- | -------- | ----------- | ---- | ----- | ----------- | ------ |
| 11 octobre 2002 | 1er tour | AS Beauvais | Ext. | 2 - 1 | Clément     | 1 920  |

### Coupe de France
| Date             | Tour          | Adversaire           | Lieu | Score | Buteurs SMC          | Public |
| ---------------- | ------------- | -------------------- | ---- | ----- | -------------------- | ------ |
| 23 novembre 2002 | 7e tour       | Paimpol              | Ext. | 1 - 3 | Di Rocco (2), Watier |        |
| 14 décembre 2002 | 8e tour       | Lannion (CFA2)       | Ext. | 0 - 3 | Sarr, Deroin, Bakour |        |
| 3 janvier 2003   | 32e de finale | AJ Auxerre (Ligue 1) | Dom. | 1 - 2 | Sarr                 | 19 351 |